# Пересово
Пересо́во (бел. Перасо́ва) — деревня в составе Вишневского сельсовета Бобруйского района Могилёвской области Республики Беларусь.

## Население
- 1999 год — 21 человек
- 2010 год — 10 человек